# Cerro Illimani
Cerro Illimani är ett berg i Bolivia.   Det ligger i departementet Potosí, i den centrala delen av landet, 80 km sydväst om huvudstaden Sucre. Toppen på Cerro Illimani är 4 950 meter över havet, eller 105 meter över den omgivande terrängen. Bredden vid basen är 0,45 km.
Terrängen runt Cerro Illimani är kuperad åt sydväst, men åt nordost är den bergig. Runt Cerro Illimani är det glesbefolkat, med 10 invånare per kvadratkilometer.. Närmaste större samhälle är Potosí, 10,8 km nordväst om Cerro Illimani. 
Omgivningarna runt Cerro Illimani är i huvudsak ett öppet busklandskap.